# Balgarska-Armija-Stadion
Das Balgarska-Armija-Stadion (bulgarisch стадион „Българска армия“, deutsch Stadion der bulgarischen Armee) ist ein Fußballstadion in der bulgarischen Hauptstadt Sofia.

## Geschichte
1923 wurde das Stadion gebaut und eröffnet. Von 1965 bis 1967 wurde es nach den Plänen der Architekten Anton Karawelow, S. Iwanow und dem Büro Prono renoviert. 1982 und 1998 erfolgten weitere Renovierungen. Heute trägt die bulgarische U-21-Fußballnationalmannschaft ihre Spiele in diesem Stadion aus.
Es ist das Heimstadion von ZSKA Sofia und beherbergte ursprünglich 22.015 Plätze. Das Stadion liegt im Stadtteil Borisova Gradina (Boris-Park) im Zentrum von Sofia. Die 22.015 Plätze verteilten sich folgendermaßen:
- Sector A – 6.417 Plätze
- Sector B – 4.889 Plätze
- Sector V – 5.689 Plätze
- Sector G – 5.020 Plätze
- 2.100 Stehplätze

2024 wurde das alte Stadion abgerissen. Im selben Jahr begannen auf dem Grundstück die Bauarbeiten für einen Neubau, welcher 16.021 Plätze bieten und 2026 eröffnen soll.